# Vedène
Vedène est une ville française située dans le département de Vaucluse en région Provence-Alpes-Côte d'Azur. Elle fait partie de la communauté d'agglomération du Grand Avignon.
Ses habitants sont appelés les Vedènais.

## Géographie

### Voies de communication et transports

#### Voies routières
La ville est reliée à Carpentras par la route départementale 942, à Sorgues par la route départementale 6 et au Pontet par la route départementale 62.

#### Transports en commun
La ville de Vedène est desservie par les lignes C2, 7, 8, 11 et 12 du réseau Orizo géré par la communauté d'agglomération du Grand Avignon.

### Communes limitrophes
| Sorgues                      | Sorgues              | Entraigues-sur-la-Sorgue   |
| Le Pontet                    | Vedène               | Entraigues-sur-la-Sorgue   |
| Avignon (par un quadripoint) | Morières-lès-Avignon | Saint-Saturnin-lès-Avignon |

L'autoroute la plus proche est l'autoroute A7, autoroute qui passe à l'ouest en bordure de commune avec l'échangeur Avignon Nord-Vedène.

### Relief
La commune est relativement plate avec toutefois une petite colline au nord-ouest du centre du bourg, la colline sainte-Anne, et une deuxième, donnant l'altitude maximale de la commune en bordure de commune avec Saint-Saturnin-lès-Avignon, au lieu-dit les Piecaoux. Il est à noter cependant que la partie sud de la commune est en moyenne plus haute (entre 40 et 74 mètres hors colline) que la partie nord (entre 23 et 50 mètres hors colline).

### Sismicité

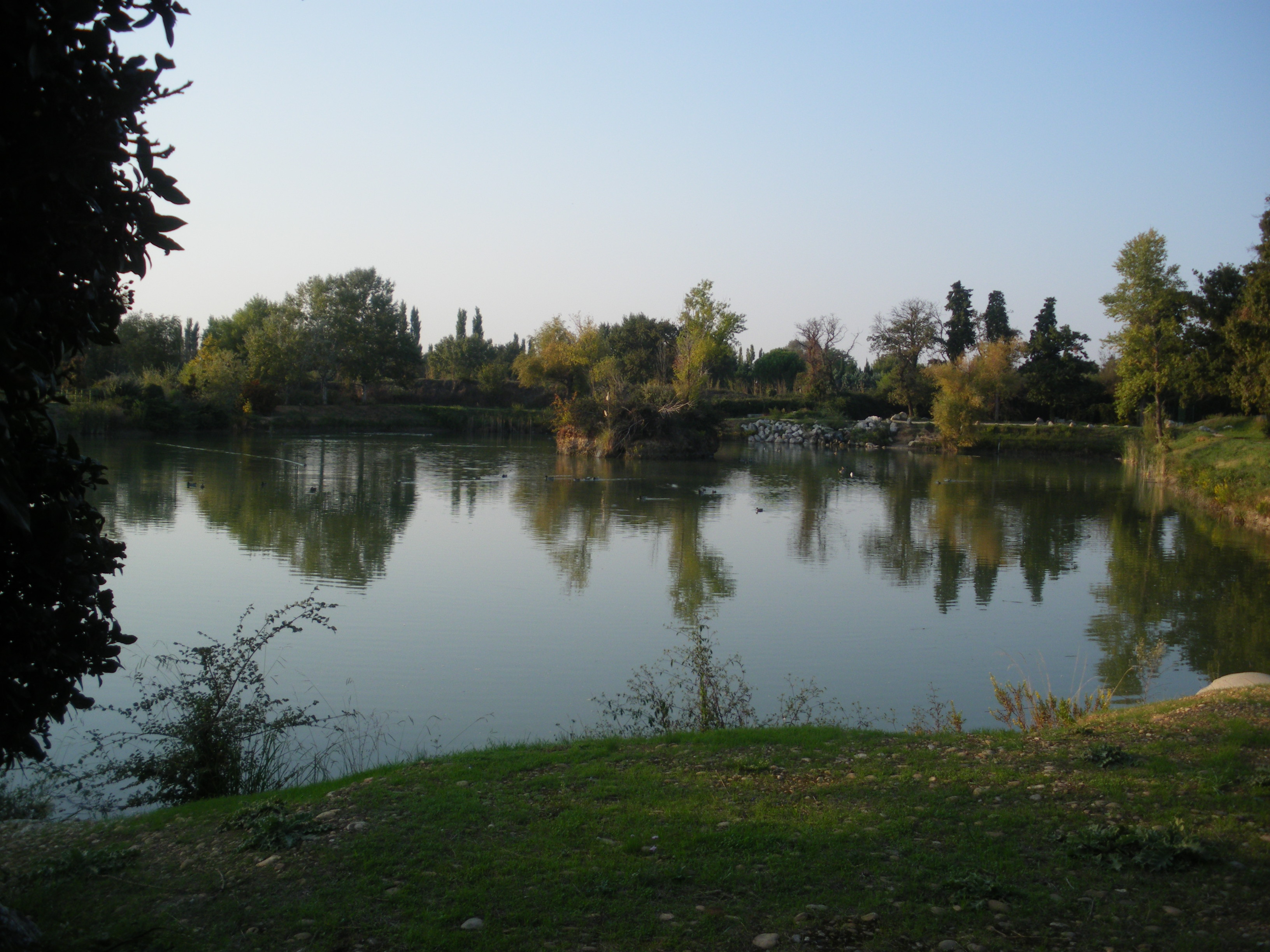
Lac Saint-Montange.

Les cantons de Bonnieux, Apt, Cadenet, Cavaillon et Pertuis sont classés en zone Ib (risque faible). Tous les autres cantons du département de Vaucluse sont classés en zone Ia (risque très faible). Ce zonage correspond à une sismicité ne se traduisant qu'exceptionnellement par la destruction de bâtiments.

### Hydrographie
La commune est traversée par la Sorgue qui se partage en deux sur son territoire : le canal de Vaucluse, rejoignant le Rhône après avoir traversé Avignon et le Griffon, qui remonte vers Sorgues. Un autre canal irrigue le territoire de la commune ; le canal de Crillon et une retenue d'eau forme le lac Saint-Montange.

### Climat
Pour des articles plus généraux, voir Climat de Provence-Alpes-Côte d'Azur et Climat de Vaucluse.
En 2010, le climat de la commune est de type climat méditerranéen franc, selon une étude du Centre national de la recherche scientifique s'appuyant sur une série de données couvrant la période 1971-2000. En 2020, Météo-France publie une typologie des climats de la France métropolitaine dans laquelle la commune est exposée à un climat méditerranéen et est dans la région climatique  Provence, Languedoc-Roussillon, caractérisée par une pluviométrie faible en été, un très bon ensoleillement (2 600 h/an), un été chaud (21,5 °C), un air très sec en été, sec en toutes saisons, des vents forts (fréquence de 40 à 50 % de vents > 5 m/s) et peu de brouillards. 
Pour la période 1971-2000, la température annuelle moyenne est de 14,1 °C, avec une amplitude thermique annuelle de 17,8 °C. Le cumul annuel moyen de précipitations est de 677 mm, avec 5,7 jours de précipitations en janvier et 2,6 jours en juillet. Pour la période 1991-2020, la température moyenne annuelle observée sur la station météorologique de Météo-France la plus proche, « Avignon », sur la commune d'Avignon à 8 km à vol d'oiseau, est de 15,0 °C et le cumul annuel moyen de précipitations est de 648,8 mm. 
La température maximale relevée sur cette station est de 42,8 °C, atteinte le 28 juin 2019 ; la température minimale est de −9,9 °C, atteinte le 2 mars 2005,,. 
| Mois                                  | jan.          | fév.          | mars            | avril         | mai           | juin          | jui.          | août           | sep.          | oct.        | nov.            | déc.          | année     |
| ------------------------------------- | ------------- | ------------- | --------------- | ------------- | ------------- | ------------- | ------------- | -------------- | ------------- | ----------- | --------------- | ------------- | --------- |
| Température minimale moyenne (°C)     | 1,9           | 2,3           | 5               | 7,7           | 11,7          | 15,6          | 18            | 17,6           | 13,9          | 10,7        | 6               | 2,5           | 9,4       |
| Température moyenne (°C)              | 6,3           | 7,4           | 10,8            | 13,7          | 17,8          | 22,1          | 24,8          | 24,3           | 19,9          | 15,8        | 10,3            | 6,7           | 15        |
| Température maximale moyenne (°C)     | 10,7          | 12,4          | 16,6            | 19,7          | 23,9          | 28,7          | 31,5          | 31,1           | 26            | 21          | 14,7            | 11            | 20,6      |
| Record de froid (°C) date du record   | −8,7 11.01.10 | −7,8 05.02.12 | −9,9 02.03.05   | −4,2 08.04.21 | 2,4 07.05.19  | 6,7 05.06.14  | 10,7 18.07.11 | 9,5 30.08.1998 | 5,5 16.09.17  | −2 30.10.12 | −7,1 23.11.1998 | −8,6 20.12.01 | −9,9 2005 |
| Record de chaleur (°C) date du record | 20,8 19.01.07 | 23,1 27.02.19 | 26,7 24.03.1994 | 31,4 29.04.05 | 34,2 31.05.01 | 42,8 28.06.19 | 39,6 31.07.17 | 42 22.08.23    | 35,5 17.09.19 | 31 01.10.23 | 23,8 14.11.23   | 19,3 05.12.06 | 42,8 2019 |
| Précipitations (mm)                   | 55,6          | 35,6          | 36,1            | 59,9          | 52,3          | 35,2          | 23,9          | 35             | 91,1          | 88,6        | 92              | 43,5          | 648,8     |

| Diagramme climatique                                  |             |           |             |              |              |            |            |            |            |         |           |
| J                                                     | F           | M         | A           | M            | J            | J          | A          | S          | O          | N       | D         |
| 10,71,955,6                                           | 12,42,335,6 | 16,6536,1 | 19,77,759,9 | 23,911,752,3 | 28,715,635,2 | 31,51823,9 | 31,117,635 | 2613,991,1 | 2110,788,6 | 14,7692 | 112,543,5 |
| Moyennes : • Temp. maxi et mini °C • Précipitation mm |             |           |             |              |              |            |            |            |            |         |           |

Les paramètres climatiques de la commune ont été estimés pour le milieu du siècle (2041-2070) selon différents scénarios d'émission de gaz à effet de serre à partir des nouvelles projections climatiques de référence DRIAS-2020. Ils sont consultables sur un site dédié publié par Météo-France en novembre 2022.

#### Relevés météorologiques
| Mois                              | jan. | fév. | mars | avril | mai  | juin | jui. | août | sep. | oct. | nov. | déc. | année |
| --------------------------------- | ---- | ---- | ---- | ----- | ---- | ---- | ---- | ---- | ---- | ---- | ---- | ---- | ----- |
| Température minimale moyenne (°C) | 2    | 3    | 6    | 8     | 12   | 15   | 18   | 18   | 14   | 11   | 6    | 3    | 9,6   |
| Température moyenne (°C)          | 6    | 7,5  | 11   | 13    | 17,5 | 21   | 24   | 24   | 19,5 | 15,5 | 8,5  | 7,5  | 14,7  |
| Température maximale moyenne (°C) | 10   | 12   | 16   | 18    | 23   | 27   | 30   | 30   | 25   | 20   | 13   | 10   | 19,75 |
| dont pluie (mm)                   | 36,5 | 23,3 | 24,9 | 47,5  | 45,6 | 25,4 | 20,9 | 29,1 | 65,8 | 59,6 | 52,8 | 34   | 465,4 |

Selon Météo-France, le nombre par an de jours de pluies supérieures à 2,5 litres par mètre carré est de 45 et la quantité d'eau, pluie et neige confondues, est de 660 litres par mètre carré. Les températures moyennes oscillent entre 0 et 30 °C selon la saison. Le record de température depuis l'existence de la station de l'INRA est de 40,5 °C lors de la canicule européenne de 2003 le 5 août (et 39,8 °C le 18 août 2009) et −12,8 °C le 5 janvier 1985. Les relevés météorologiques ont lieu à l'Agroparc d'Avignon.

#### Le mistral
Le vent principal est le mistral, dont la vitesse peut aller au-delà des 110 km/h. Il souffle entre 120 et 160 jours par an, avec une vitesse de 90 km/h par rafale en moyenne. Le tableau suivant indique les différentes vitesses du mistral enregistrées par les stations d'Orange et Carpentras-Serres dans le sud de la vallée du Rhône et sa fréquence au cours de l'année 2006. La normale correspond à la moyenne des 53 dernières années pour les relevés météorologiques d'Orange et à celle des 42 dernières pour Carpentras.
Légende : « = » : idem à la normale ; « + » : supérieur à la normale ; « - » : inférieur à la normale.
|                                                      | Janv.   | Fév.    | Mars     | Avril   | Mai     | Juin     | Juil.   | Août    | Sept.   | Oct.    | Nov.    | Déc.     |
| Vitesse maximale relevée sur le mois                 | 96 km/h | 97 km/h | 112 km/h | 97 km/h | 94 km/h | 100 km/h | 90 km/h | 90 km/h | 90 km/h | 87 km/h | 91 km/h | 118 km/h |
| Tendance : jours avec une vitesse > 16 m/s (58 km/h) | --      | +++     | ---      | ++++    | ++++    | =        | =       | ++++    | +       | ---     | =       | ++       |

## Urbanisme

### Typologie
Au 1er janvier 2024, Vedène est catégorisée centre urbain intermédiaire, selon la nouvelle grille communale de densité à sept niveaux définie par l'Insee en 2022.
Elle appartient à l'unité urbaine d'Avignon, une agglomération inter-régionale regroupant 59  communes, dont elle est une commune de la banlieue,,. Par ailleurs la commune fait partie de l'aire d'attraction d'Avignon, dont elle est une commune de la couronne,. Cette aire, qui regroupe 48 communes, est catégorisée dans les aires de 200 000 à moins de 700 000 habitants,.

### Occupation des sols
L'occupation des sols de la commune, telle qu'elle ressort de la base de données européenne d’occupation biophysique des sols Corine Land Cover (CLC), est marquée par l'importance des territoires artificialisés (60,1 % en 2018), en augmentation par rapport à 1990 (45,9 %). La répartition détaillée en 2018 est la suivante : 
zones urbanisées (37,3 %), cultures permanentes (26,4 %), zones industrielles ou commerciales et réseaux de communication (17,1 %), zones agricoles hétérogènes (10,7 %), espaces verts artificialisés, non agricoles (5,8 %), milieux à végétation arbustive et/ou herbacée (2,8 %). L'évolution de l’occupation des sols de la commune et de ses infrastructures peut être observée sur les différentes représentations cartographiques du territoire : la carte de Cassini (XVIIIe siècle), la carte d'état-major (1820-1866) et les cartes ou photos aériennes de l'IGN pour la période actuelle (1950 à aujourd'hui).

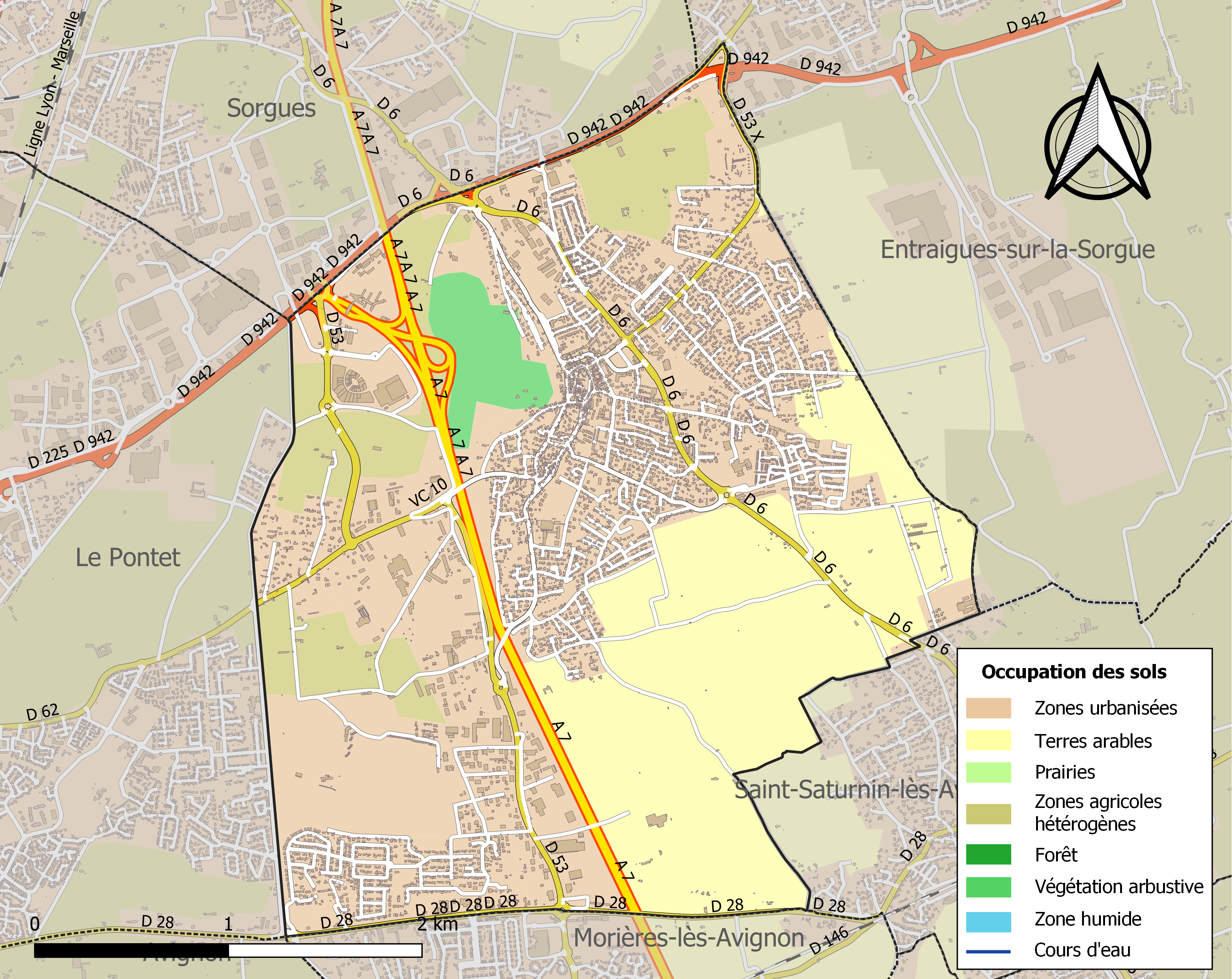
Carte des infrastructures et de l'occupation des sols de la commune en 2018 (CLC).

## Toponymie
- 1101 : Vedona.
- 1206 : Vedena.

Le toponyme semble se rattacher à une racine préceltique, *ved-, de sens obscur, mais signifiant peut-être « hauteur », avec un suffixe -ena.

Voir aussi Veaunes dans la Drôme et Vézénobres dans le Gard.

## Histoire

### Moyen Âge
La cité est nommée pour la première fois dans une charte datée de 1109. Elle réapparaît dans une seconde charte, en avril 1105, lors de la donation faite par Pons Rainoard, seigneur du lieu, des marais de Vedène aux chanoines d'Avignon.
Au cours du XIVe siècle, ce fief, qui est en coseigneurie, voit tour à tour apparaître et disparaître les familles Rainoard, Castello, Gaufridi, Coyrano, Rodulphi, Galliani dont le nom francisé sera Galléans. Cette famille acquit tout d'abord, en 1352, une partie des droits sur ce fief, et finit par tous les racheter en 1443.

### Renaissance
C'est à partir du XVIe siècle que les Galléans furent désignés sous le nom de barons de Vedène.
En 1562, la cité est prise d'assaut par les protestants qui l'occupèrent pendant un an. Sans doute liée à cette période des guerres de Religion, une épée du XVIe siècle a été retrouvée sur le site de Gromelle.

### Période moderne
En 1774, le titre de marquis de Vedène fut attribué à Louis Marie de Galléas.
Le 12 août 1793 fut créé le département de Vaucluse, constitué des districts d'Avignon et de Carpentras, mais aussi de ceux d'Apt et d'Orange, qui appartenaient aux Bouches-du-Rhône, ainsi que du canton de Sault, qui appartenait aux Basses-Alpes.
À partir des années 1850, la commune commença à être renommée pour les vins qu'elle produisait et pour sa garance. Les usines Gromelle s'installèrent sur place pour la traiter grâce à la force hydraulique. Une seconde industrie fit de même, la fonderie d'Aiguille.

### Période contemporaine
L'usine de traitement de déchets du SIDOMRA (syndicat mixte pour la valorisation des déchets du pays d'Avignon) est installée sur la commune. Elle revalorise 205 000 tonnes par an, soit un taux de recyclage sur site de 39 % et un taux de valorisation énergétique de 56 %. Ce qui correspond à 105 000 MWh électrique/an. C'est-à-dire l'équivalent de 56 000 foyers éclairés, soit 84 % de la consommation électrique domestique dans l'agglomération d'Avignon.

### Héraldique
|  | Les armes peuvent se blasonner ainsi : D'azur à l'écusson d'argent à la bande de sable remplie d'or et accompagnée de deux roses de gueules, accompagné en chef d'une clef aussi d'or posée en fasce et en pointe d'une croisette du même. |

## Politique et administration

### Tendances politiques et résultats
Lors du référendum européen sur le traité de Maastricht (scrutin du 20 septembre 1992), sur 4 735 inscrits, 3 454 ont voté, ce qui représente une participation de 72,95 % du total, soit une abstention de 27,05 %. Il y a eu une victoire du non avec 1 925 voix (57,21 %) contre 1 440 voix (42,79 %) prononcées oui et 89 (2,58 %) de votes blancs ou nuls.
À l'élection présidentielle de 2002, la participation atteint 76,35 % contre 82,43 % au second tour. Le premier tour a vu arriver en tête Jean-Marie Le Pen (FN) avec 29,74 % des voix suivi par Jacques Chirac (RPR) avec 15,96 % et Lionel Jospin (PS) avec 12,90 % des suffrages. Aucun autre candidat n'atteint la barre des 10 %. Au second tour, c'est Jacques Chirac qui arrive en tête avec 68,03 % des voix contre 31,97 pour Jean-Marie Le Pen.
Lors des élections législatives de juin 2002, la participation est de 66,12 % lors du premier tour et de 55,78 % pour le second tour. Lors du premier tour, c'est Jean-Michel Ferrand (UMP) qui été arrivé en tête avec 36,88 % des voix suivi par le candidat (frontiste) Guy Macary avec 26,83 % des suffrages. Enfin, Benoit Magnat pour Les Verts est le troisième et dernier candidat à dépasser la barre des 10 % avec 19,35 % des suffrages. Lors du second tour, Jean-Michel Ferrand arrive en tête à Vedène avec 66,25 % des voix contre 37,75 % pour Guy Macary.
Aux élections européennes de 2004, sur 6 193 inscrits, 2 443 ont voté, ce qui représente une participation de 39,45 % du total, soit une abstention de 60,55 %. C'est Michel Rocard pour le PS qui arrive en tête avec 28,57 % des suffrages suivi par Jean-Marie Le Pen (FN) avec 19,95 %, puis Françoise Grossetête (UMP) avec 14,13 % des voix. Aucun autre candidat ne dépasse la barre des 10 %.
Au référendum sur la constitution européenne (scrutin du 29 mai 2005), sur 6 313 inscrits, 4 589 ont voté, ce qui représente une participation de 72,69 % du total, soit une abstention de 27,31 %. Il y a eu une victoire du contre avec 2 927 voix (65,36 %), 1 551 voix (34,64 %) s’étant prononcées pour et 111 (2,42 %) étant des votes blancs ou nuls.
À l’élection présidentielle de 2007, la participation atteint 86,50 % au premier tour et 87,01 % au second tour. Le premier tour a vu se démarquer en tête Nicolas Sarkozy (UMP) avec 32,74 %, suivi par Ségolène Royal (PS) avec 19,94 % et Jean-Marie Le Pen (FN) avec 17,82 %, François Bayrou (UDF) avec 15,45 % puis aucun autre candidat ne dépassant les 5 %. Le second tour a vu arriver en tête Nicolas Sarkozy avec 62,46 % contre 37,54 % pour Ségolène Royal.
Lors des élections législatives de juin 2007, la participation est de 58,31 % lors du premier tour et de 56,74 % au second tour. Lors du premier tour, c'est Jean-Michel Ferrand (UMP) qui été arrivé en tête avec 46,64 % des voix suivi par la candidate (socialiste) Nadine Peris avec 26,83 % des suffrages. Aucun autre candidat ne dépasse la barre des 10 % des suffrages. Lors du second tour, Jean-Michel Ferrand obtient 62,09 % des suffrages contre 37,91 % pour son adversaire Nadine Peris.
Aux élections européennes de 2009, sur 7 062 inscrits, 2 836 ont voté, ce qui représente une participation de 40,16 % du total, soit une abstention de 59,84 %. Les résultats sont Françoise Grossetête (UMP) avec 24,60 % des voix, suivie de Vincent Peillon (PS) avec 16,07 %, de Michèle Rivasi (Europe Écologie) avec 15,33 %, de Jean-Marie Le Pen (FN) avec 13,13 %, puis aucune autre liste n'a dépassé les 10 %.
À l'élection présidentielle de 2012, la participation atteint 83,75 % au premier tour puis 82,92 % lors du second tour. Le premier tour a vu se démarquer Marine Le Pen (FN) avec 30,91 % des voix suivi par Nicolas Sarkozy (UMP) avec 24,64 % et François Hollande (PS) avec 21,48 %, Jean-Luc Mélenchon (FG) avec 11,16 %, puis aucun autre candidat ne dépassant les 10 %. Lors du second tour, Nicolas Sarkozy arrive en tête à Vedène avec 56,88 % des voix contre 43,12 % pour François Hollande.
Lors des élections législatives de juin 2012, la participation est de 59,50 % lors du premier tour et grimpe à 60,99 % au second tour. Le premier tour voit arriver en tête Marion Maréchal-Le Pen (FN) avec 34,04 % des voix suivi par Catherine Arkilovitch, la candidate (PS) avec 27,38 % des voix. Enfin, Jean-Michel Ferrand (UMP) obtient 25,93 % des suffrages. Aucun autre candidat ne dépasse la barre des 10 %. Ces trois candidats se maintiennent pour le second tour. C'est Marion Maréchal-Le Pen qui arrive en tête de cette triangulaire à Vedène avec 41,71 % des voix contre 31,13 % pour Jean-Michel Ferrand et 27,16 % pour Catherine Arkilovitch.
Aux élections européennes de 2014, sur 7 759 inscrits, 3 451 ont voté, ce qui représente une participation de 44,48 % du total, soit une abstention de 55,52 %. C'est Jean-Marie Le Pen (FN) qui arrive en tête du scrutin avec 42,15 % des voix suivi par Renaud Muselier (UMP) avec 16,75 % des voix. Aucune autre liste n'a dépassé les 10 %.
Aux élections départementales de 2015 sur 7 930 inscrits, 4 229 ont voté, ce qui représente une participation de 53,33 % du total, soit une abstention de 46,67 %. C'est le binôme FN composé du maire du Pontet et de Danielle Brun qui remporte dès le 1er tour ce canton avec 51,24 % des suffrages suivi du binôme UMP avec 24,69 % des voix. Le binôme FDG arrive en 3e et dernière position avec 24,07 % des voix sur l'ensemble de la ville.
Lors des élections régionales de 2015, la participation est de 54,66 % lors du premier tour et grimpe à 61,65 % au second tour. C'est la liste conduite menée par Marion Maréchal-Le Pen qui arrive en tête au premier tour avec 50,96 % des voix suivi par la liste de Christian Estrosi avec 16,34 % des suffrages. La liste du PS emmené par Christophe Castaner recueille 15,77 % des voix sur la ville. Aucun autre candidat ne dépasse la barre des 10 %. Lors du second tour, c'est de nouveau la liste frontiste qui arrive en tête avec 55,25 % des voix contre 44,75 % pour la liste de Christian Estrosi.

### Liste des maires

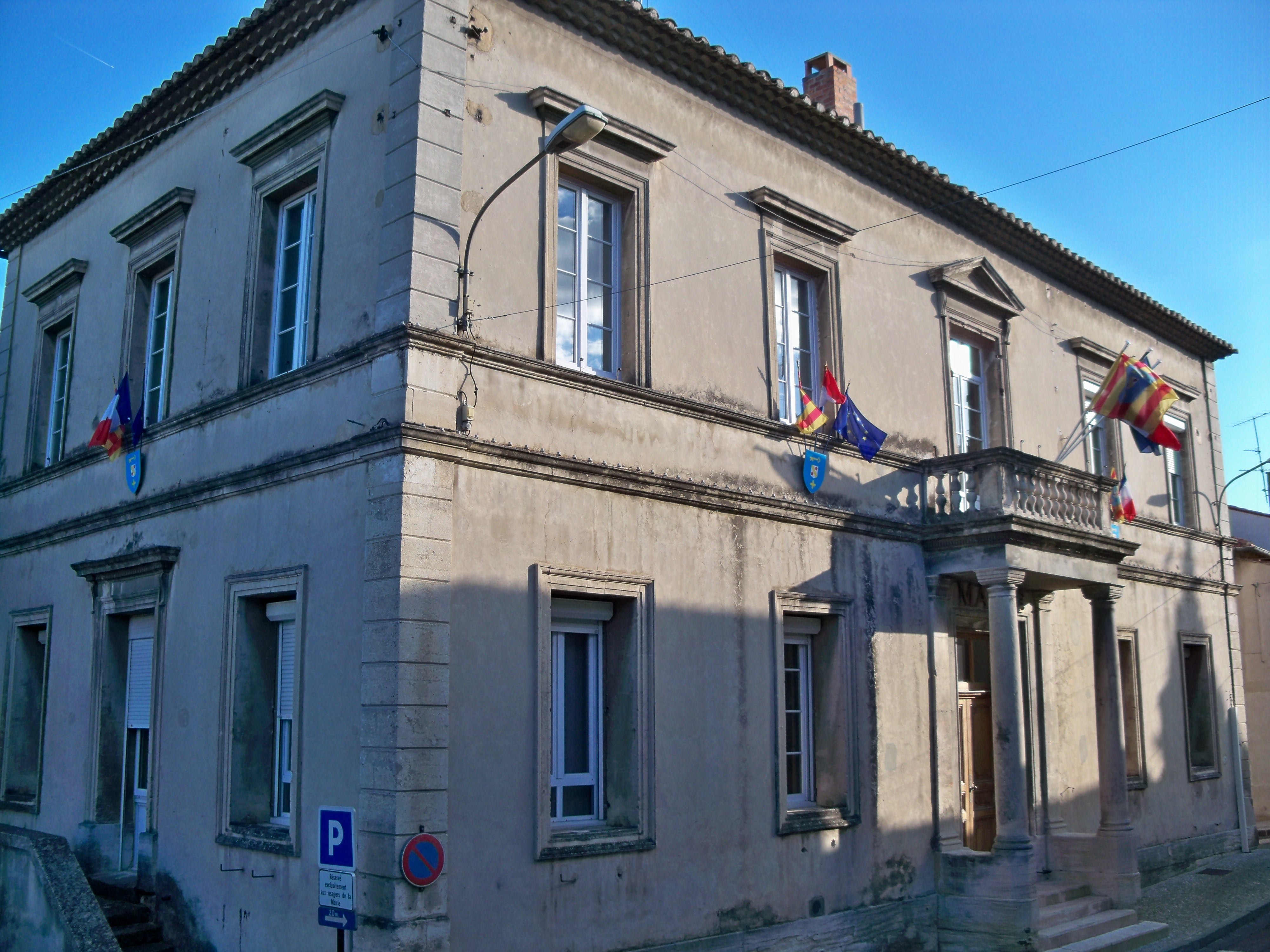
Façade de la mairie de Vedène.

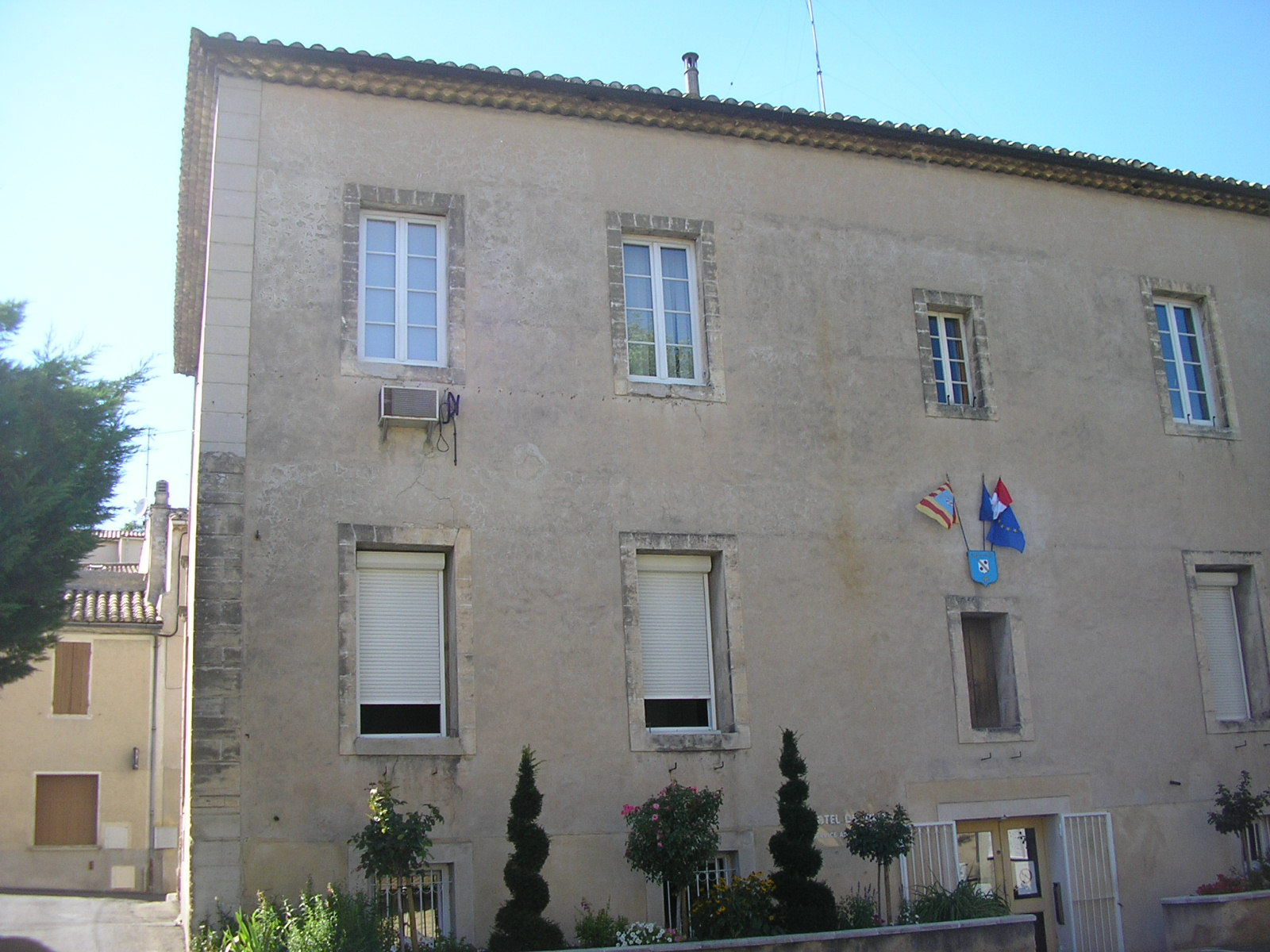
Agrandissement de la mairie de Vedène.

| Période                                  | Période   | Identité            | Étiquette    | Qualité                                                              |
| ---------------------------------------- | --------- | ------------------- | ------------ | -------------------------------------------------------------------- |
| mai 1790                                 | ?         | Jean Lautier        |              |                                                                      |
| Les données manquantes sont à compléter. |           |                     |              |                                                                      |
| 1854                                     | 1865      | Jean-Pierre Rolland |              | Entrepreneur en maçonnerie                                           |
| 1865                                     | 1871      | Auguste Carpentras  |              |                                                                      |
| 1871                                     | 1872      | Joseph Laget        |              |                                                                      |
| 1872                                     | 1878      | Blaise Gonnet       |              |                                                                      |
| 1878                                     | 1886      | Jacques Carpentras  |              |                                                                      |
| 1886                                     | 1896      | Clément Granier     |              |                                                                      |
| 1896                                     | 1908      | Victor Mitan        |              |                                                                      |
| 1908                                     | 1912      | Hilarion Nouveau    |              |                                                                      |
| 1912                                     | 1925      | Silvestre Magnan    |              |                                                                      |
| 1925                                     | 1935      | Vincent Mitan       |              |                                                                      |
| 1935                                     | juin 1946 | Louis Berbezier     |              |                                                                      |
| juin 1946                                | mars 1959 | Léopold Robert      |              |                                                                      |
| mars 1959                                | 1980      | Jacques Gontard     |              |                                                                      |
| 1980                                     | juin 1995 | Frédéric Mitan      |              |                                                                      |
| juin 1995                                | mars 2008 | Yves Dupont         | RPR puis UMP | Médecin                                                              |
| mars 2008                                | En cours  | Joël Guin           | DVD          | Retraité Président de la communauté d'agglomération du Grand Avignon |
| Les données manquantes sont à compléter. |           |                     |              |                                                                      |

### Administration municipale
Le conseil municipal est composé de 33 élus.

### Fiscalité
| Taxe                                                | Part communale | Part intercommunale | Part départementale | Part régionale |
| --------------------------------------------------- | -------------- | ------------------- | ------------------- | -------------- |
| Taxe d'habitation (TH)                              | 15,82 %        | 0,00 %              | 7,55 %              | 0,00 %         |
| Taxe foncière sur les propriétés bâties (TFPB)      | 29,25 %        | 0,00 %              | 10,20 %             | 2,36 %         |
| Taxe foncière sur les propriétés non bâties (TFPNB) | 75,00 %        | 0,00 %              | 28,96 %             | 8,85 %         |
| Taxe professionnelle (TP)                           | 00,00 %        | 24,56 %             | 13,00 %             | 3,84 %         |

La part régionale de la taxe d'habitation n'est pas applicable.
La taxe professionnelle est remplacée en 2010 par la cotisation foncière des entreprises (CFE) portant sur la valeur locative des biens immobiliers et par la contribution sur la valeur ajoutée des entreprises (CVAE) (les deux formant la contribution économique territoriale (CET) qui est un impôt local instauré par la loi de finances pour 2010).

## Démographie
L'évolution du nombre d'habitants est connue à travers les recensements de la population effectués dans la commune depuis 1793. Pour les communes de plus de 10 000 habitants les recensements ont lieu chaque année à la suite d'une enquête par sondage auprès d'un échantillon d'adresses représentant 8 % de leurs logements, contrairement aux autres communes qui ont un recensement réel tous les cinq ans,.

En 2022, la commune comptait 11 799 habitants, en évolution de +3,2 % par rapport à 2016 (Vaucluse : +1,73 %, France hors Mayotte : +2,11 %).
| 1793 | 1800 | 1806 | 1821  | 1831  | 1836  | 1841  | 1846  | 1851  |
| ---- | ---- | ---- | ----- | ----- | ----- | ----- | ----- | ----- |
| 780  | 812  | 767  | 1 132 | 1 240 | 1 417 | 1 542 | 1 710 | 1 859 |

| 1856  | 1861  | 1866  | 1872  | 1876  | 1881  | 1886  | 1891  | 1896  |
| ----- | ----- | ----- | ----- | ----- | ----- | ----- | ----- | ----- |
| 2 040 | 2 070 | 2 161 | 2 226 | 1 850 | 1 757 | 1 747 | 1 562 | 1 655 |

| 1901  | 1906  | 1911  | 1921  | 1926  | 1931  | 1936  | 1946  | 1954  |
| ----- | ----- | ----- | ----- | ----- | ----- | ----- | ----- | ----- |
| 1 679 | 1 740 | 1 704 | 1 763 | 1 909 | 2 125 | 1 857 | 1 860 | 2 091 |

| 1962  | 1968  | 1975  | 1982  | 1990  | 1999  | 2006  | 2011   | 2016   |
| ----- | ----- | ----- | ----- | ----- | ----- | ----- | ------ | ------ |
| 2 425 | 3 329 | 4 388 | 5 588 | 6 675 | 8 673 | 9 673 | 10 619 | 11 433 |

| 2021   | 2022   | - | - | - | - | - | - | - |
| ------ | ------ | - | - | - | - | - | - | - |
| 11 457 | 11 799 | - | - | - | - | - | - | - |

## Économie

### Revenus de la population et fiscalité
En 2010, le revenu fiscal médian par ménage était de 31 916 €, ce qui plaçait Vedène au 10 825e rang parmi les 31 525 communes de plus de 39 ménages en métropole.

### Commerce, industrie et artisanat
On trouve sur la commune une zone industrielle, ainsi que beaucoup de petites structures artisanales ou commerciales. Le marché hebdomadaire est organisé le mardi matin. Le magasin IKEA, qui s'est ouvert le 25 août 2010 en bordure de la zone du Pontet, emploie plus de 300 personnes.

### Tourisme
Située dans la plaine du Comtat Venaissin, avec sa situation à proximité d'Avignon et de son riche patrimoine, de Carpentras et du mont Ventoux, avec la présence de la Sorgue, la commune voit le tourisme occuper directement ou indirectement une place non négligeable de son économie.
La commune dispose d'un camping.

### Agriculture
Le vignoble produit des vins classés en côtes-du-rhône, sur les parties les plus fertiles ont été implantés quelques vergers.

## Équipements

### Enseignement
On trouve sur la commune de Vedène trois écoles maternelles et primaires:
- Alphonse Daudet ;
- Les Jardins ;
- Frédéric Mitan.

Un collège :
- Lou Vignarès ;

Ainsi que deux lycées :
- Paul Vincensini (EREA) ;
- Le Domaine Eguille.

Avignon Université est l'université la plus proche, ses deux campus sont situés à Avignon.

### Sport
Plusieurs associations sportives existent sur la commune de Vedène dont un club de tir à l'arc, un club de natation (USNV) et un centre équestre.
La commune dispose également d'une piscine municipale, de deux stades, d'un skate-park et d'une école municipale des sports.

## Vie locale

### Cultes
L'église paroissiale actuelle a été reconstruite en 1767, elle dépendait alors du chapitre canonial de Notre-Dame-des-Doms d'Avignon.

### Écologie et recyclage
La collecte et traitement des déchets des ménages et déchets assimilés et le contrôle de la qualité de l'air se fait dans le cadre de la communauté d'agglomération du Grand Avignon, elle-même adhérente au syndicat mixte pour la valorisation des déchets du pays d'Avignon et l'usine de traitement se trouve sur son territoire.

## Patrimoine

### Patrimoine civil

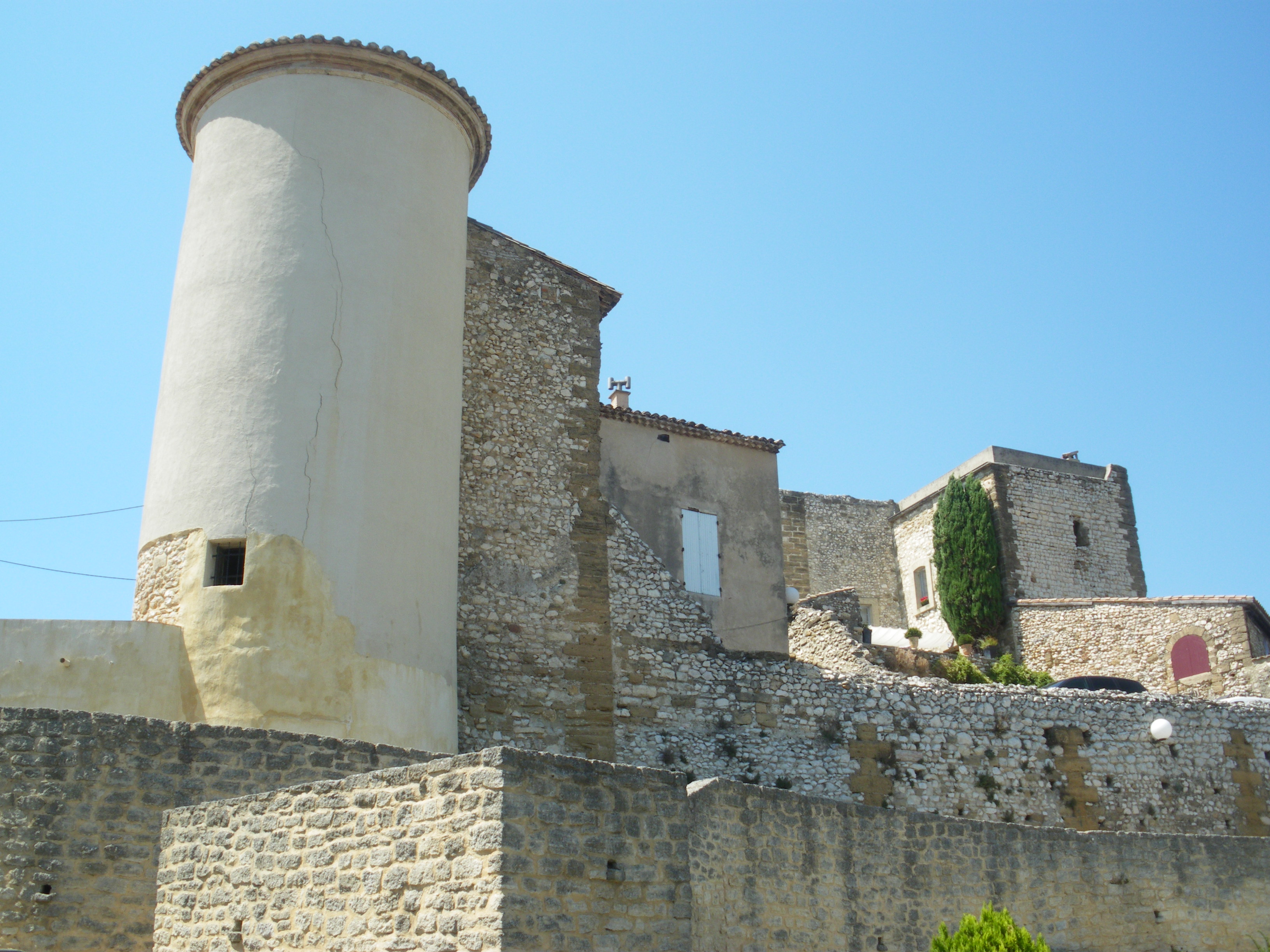
Château de Vedène.

- Le château, à flanc de coteau, au-dessus du centre-ville ;
- La porte de l'horloge de la ville est inscrite aux monuments historiques depuis 1934[47] ;
- L'usine de Beauport, ancienne fabrique de poudre de garance, est inscrite aux monuments historiques depuis 2011[48],[49],[50],[51],[52].

### Patrimoine religieux

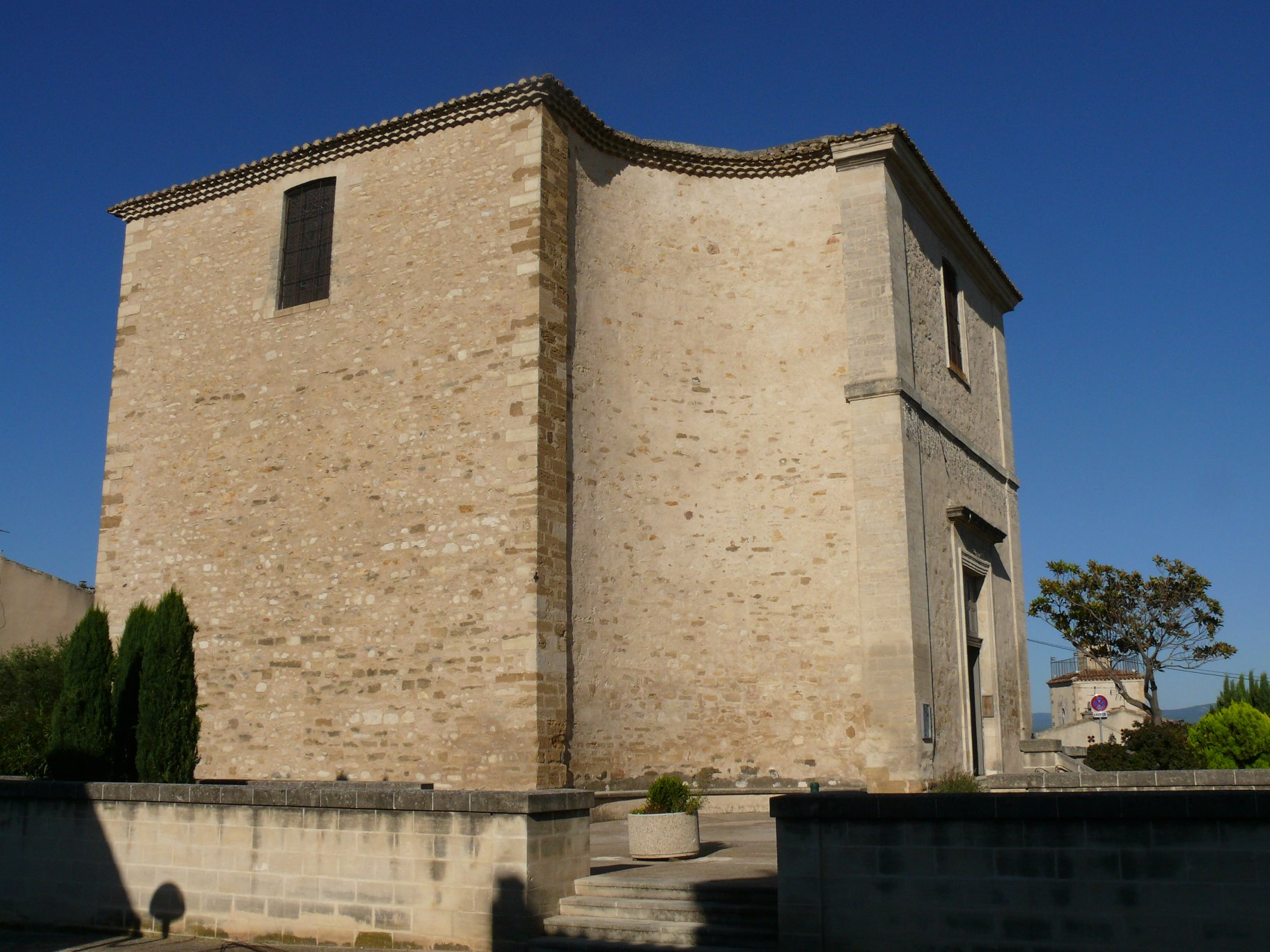
L'église Saint-Thomas.

- L'église Saint-Thomas, monument classé depuis 1984[53] ;
- La chapelle Sainte-Anne.

## Personnalités liées à la commune
- Marius Jouveau (1878-1949), écrivain provençal, Capoulié du Félibrige de 1922 à 1941, qui a vécu à Vedène où il est inhumé.
- Robert Allan (1927-1998), poète occitan qui a vécu à Vedène.
- René Jean (1931-2024), joueur et entraîneur français de rugby à XIII, né à Vedène.